# Andalucía
Andalucía (Kod UCI: ACG) – była hiszpańska zawodowa grupa kolarska. Grupa powstała przed sezonem 2005 na bazie innej hiszpańskiej grupy Costa de Almeria-Paternina, przestała istnieć po sezonie 2012.
W sezonie 2012 zarejestrowana była w dywizji UCI Professional Continental Teams. W lutym 2013 roku Antonio Cabello, menedżer grupy, ogłosił rozwiązanie grupy. Głównym powodem takiej decyzji był brak sponsora.
Sponsorem tytularnym grupy przez wszystkie lata była hiszpańska wspólnota autonomiczna Andaluzja.

## Historia

### Chronologia nazw oraz kodów UCI
- 2005: Andalucía–Paul Versan (Kod UCI: APV)
- 2007: Andalucía–CajaSur (Kod UCI: ACA)
- 2011: Andalucía–Caja Granada (Kod UCI: ACG)
- 2012: Andalucía (Kod UCI: ACG)